# マリオン・クリニェ
マリオン・クリニェ（Marion Clignet、1964年2月21日 - ）は、アメリカ合衆国、イリノイ州のシカゴにあるハイドパーク出身で、フランスの元女子自転車競技選手。

## 来歴
22歳のときにてんかんに罹ったが、その後回復し、1990年の合衆国選手権・個人ロードレースで2位に入った。しかし1991年より、フランスに国籍を移して活動。1992年バルセロナオリンピックに出場したときは28歳だったが、その後、アトランタ、シドニーと、夏季オリンピック3大会連続出場を果たし、通算2個の銀メダルを獲得した。また、世界選手権自転車競技大会では通算6度の世界一の座に就いた。

### 主な実績
1991年
- ロードレース世界選手権
  -  チームタイムトライアル(TTT) 優勝（+ ナタリー・ジャンドロン、カテリーヌ・マルサル、セシル・オダン）
- トラックレース世界選手権
  - 個人追抜 3位
- フランス選手権
  - 個人追抜 優勝
  - 個人ロードレース 優勝

1993年
- トラックレース世界選手権
  - 個人追抜 2位
- フランス選手権
  - 個人ロードレース 優勝

1994年
- トラックレース世界選手権
  -  個人追抜 優勝
- クロノ・デ・エルビエ 優勝

1995年
- フランス選手権
  - 個人追抜 優勝

1996年
- トラックレース世界選手権
  -  個人追抜 優勝
- ツール・ド・ブルターニュ 総合優勝
- ツール・デュ・フィニステール 総合優勝
- フランス選手権
  - 個人追抜 優勝
  - 個人タイムトライアル(ITT) 優勝
- アトランタオリンピック
  -  個人追抜 2位
  - ITT 5位

1999年
- トラックレース世界選手権
  -  個人追抜 優勝
  -  ポイントレース 優勝
- UCIトラックワールドカップクラシックス
  - カリ - 個人追抜 & ポイントレース 優勝

2000年
- トラックレース世界選手権
  -  ポイントレース 優勝
- フランス選手権
  - 個人追抜 優勝
  - ポイントレース 優勝
- シドニーオリンピック
  -  個人追抜 2位